# Henry Wellesley (1. hrabia Cowley)

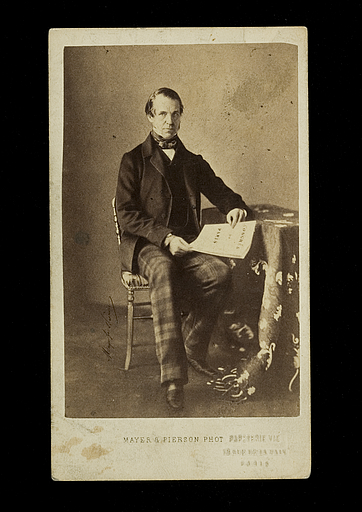
Henry Wellesley, 1. hrabia Cowley

Henry Richard Charles Wellesley (ur. 17 czerwca 1804 przy Hertford Street w Londynie, zm. 15 lipca 1884) – brytyjski arystokrata i dyplomata, najstarszy syn Henry’ego Wellesleya, 1. barona Cowley i lady Charlotte Cadogan, córki 1. hrabiego Cadogan. Był bratankiem 1. księcia Wellington.
W 1824 r. wstąpił do służby dyplomatycznej. Pierwsze poważne zadanie otrzymał dopiero w 1848 r., kiedy rozpoczął pracę w ambasadzie w Szwajcarii. W tym samym roku udał się do Frankfurtu, gdzie obserwował obrady niemieckiego parlamentu. Później został mianowany nadzwyczajnym pełnomocnikiem Zjednoczonego Królestwa przy Związku Niemieckim. Funkcję tę sprawował do 1852 r., kiedy to zastąpił lorda Normanby'ego na stanowisku ambasadora Wielkiej Brytanii w Paryżu. Wcześniej, w 1847 r. odziedziczył po śmierci ojca tytuł barona Cowley.
Na stanowisku ambasadora Cowley odgrywał ważną rolę w kształtowaniu stosunków między Wielką Brytanią a Francją. Prowadził negocjacje, które doprowadziły do ustalenia wspólnego stanowiska brytyjsko-francuskiego w sprawach tureckich i wspólnego wystąpienia tych państw w wojnie krymskiej. W 1860 r. podpisał brytyjsko-francuski traktat handlowy. Nie zdołał zapobiec wybuchowi wojny z Austrią w 1859 r. W 1857 r. otrzymał tytuł hrabiego Cowley. W 1866 r. został kawalerem Orderu Podwiązki. W 1867 r. odszedł na emeryturę.
Po powrocie do kraju zamieszkał w swych rodzinnych dobrach. W 1863 r. odziedziczył posiadłości ziemskie w Wiltshire po śmierci swojego krewniaka, lorda Morningtona. Był odznaczony Krzyżem Wielkim Orderu Łaźni. Był również członkiem Tajnej Rady.
23 października 1833 r. poślubił Olivię Cecilię FitzGerald-de Ros (ok. 1807 - 21 kwietnia 1885), córkę lorda Henry’ego FitzGeralda i Charlotte Walsingham. Henry i Olivia mieli razem trzech synów i dwie córki:
- William Henry Wellesley (25 sierpnia 1834 - 28 lutego 1895), 2. hrabia Cowley, przodek wszystkich kolejnych hrabiów Cowley, jego wnuczka (córka 3. hrabiego) poślubiła 2. barona Glentoran
- Feodorowna Cecilia Wellesley (1838 - 30 marca 1920), żona Francisa Bertiego, 1. wicehrabiego Bertie of Thame, miała dzieci
- Sophia Georgiana Robertina Wellesley (1840 - 3 czerwca 1923), żona Charlesa Yorke’a, 5. hrabiego Hardwicke, miała dzieci
- Cecil Charles Foley Wellesley (1842 - 28 marca 1916)
- pułkownik Frederick Arthur Wellesley (24 maja 1844 - 9 lutego 1931), ożenił się z Emmą Loftus, Catherine Candelin i Evelyn Peers-Williams, miał dzieci

Lord Cowley zmarł w wieku 80 lat. Tytuł hrabiowski odziedziczył jego najstarszy syn.